# Antes muerta que sencilla
«Antes muerta que sencilla» es una canción interpretada por la cantante española María Isabel, compuesta por ella y José Muñiz para el Eurojunior, el concurso de Televisión Española para elegir la canción representante de España en el Festival de la Canción de Eurovisión Junior de 2004. El tema de letra feminista fue el seleccionado y María Isabel participó en el festival musical en Lillehammer (Noruega), consiguiendo la victoria durante la gala final celebrada el 20 de noviembre.
«Antes muerta que sencilla» fue la segunda representante de España en Eurovisión Junior, sucediendo a «Desde el cielo» de Sergio García, presentada en 2003, y siendo sucedida por «Te traigo flores» de Antonio José en el festival de 2005.
Después de su triunfo eurovisivo, María Isabel lanza su primer álbum titulado No me toques las palmas que me conozco, siendo «Antes muerta que sencilla» el primer sencillo, siendo un éxito musical en países como España, Polonia, Dinamarca, Noruega, Francia e Italia, también alcanzó cierta popularidad en países como México, Argentina y Japón. 
En el 2005 el grupo mexicano Los Horóscopos de Durango realizó una versión que llegó al número uno de México y Estados Unidos, alcanzando una gran popularidad. 

## Listas de éxitos
| Listas (2004)                   | Posición más alta |
| ------------------------------- | ----------------- |
| Bélgica (Valonia) Singles Chart | 36                |
| Francia SNEP Singles Chart      | 6                 |
| Alemania German Singles Chart   | 89                |
| Suiza Swiss Singles Chart       | 18                |